# ایرانیان (نمایش‌نامه)

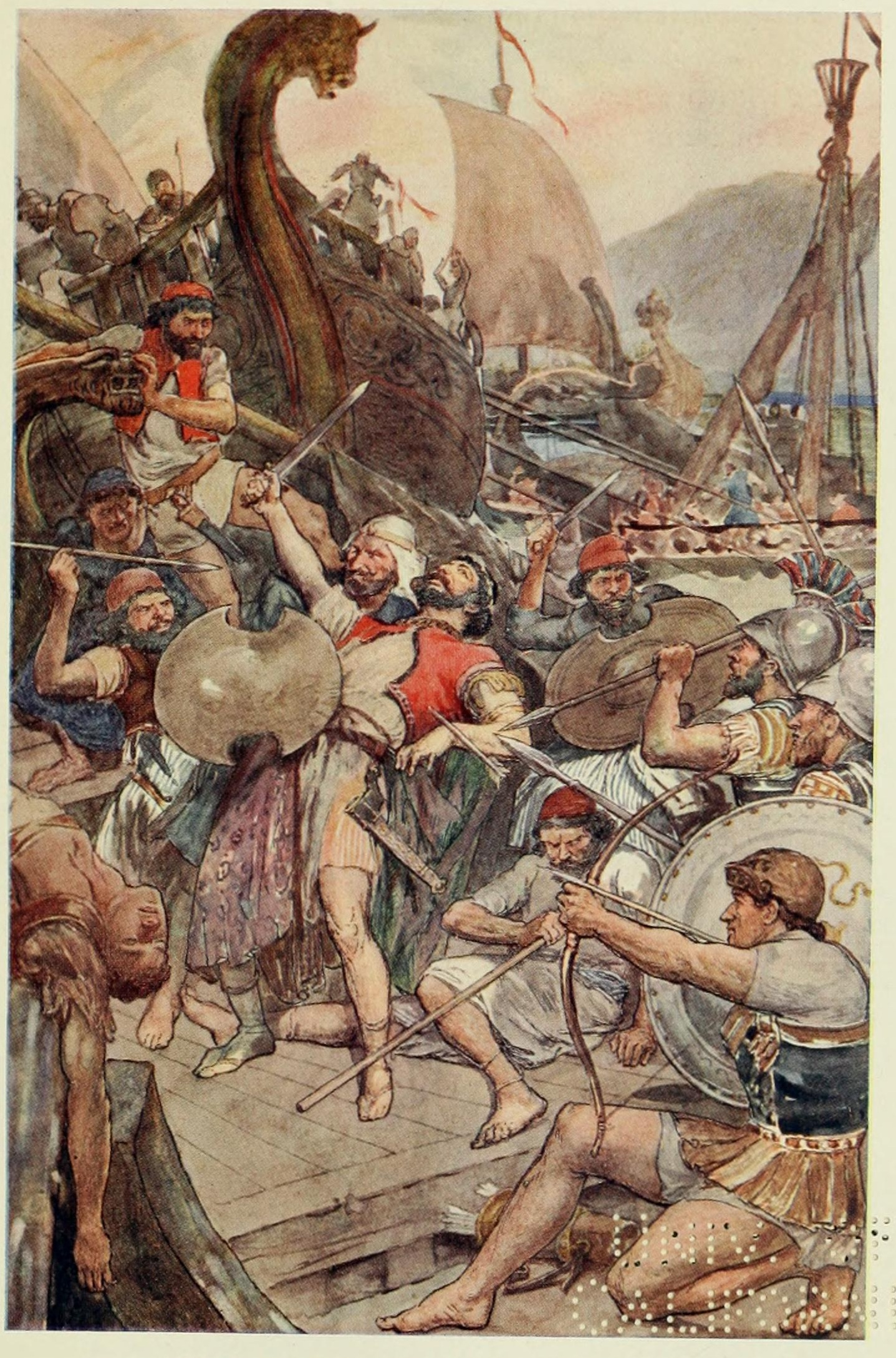
مرگ دریاسالار ایرانی آریابیگنس در جنگ سالامیس، اثر ویلیام رینی، ۱۹۱۰

ایرانیان، اثری شاعرانه و تخیلی در سبک نمایشنامه سوگ نامه است که به قلم آیسخولوس (آشیل) در سال ۴۷۲ پ. م در آتن باستان، با پشتیبانی مالی پریکلس، دولتمرد آتن نوشته شده است. این نمایشنامه نخستین اثر مهم آیسخولوس و نخستین تراژدی مهم عصر طلایی آتن و کهن‌ترین نمایشنامه تاریخ بشر است که تا امروز باقی مانده است. تراژدی ایرانیان داستان یورش خشایارشا به یونان را روایت می‌کند.
بر اساس این نمایشنامه، شاهنشاه هخامنشی، خدایان را فرا می‌خواند تا با همکاری آنان، یونان را تسخیر کنند. آتوسا، ملکه مادر و خشایارشا مهم‌ترین چهره‌های این نمایشنامه هستند. نویسنده با تأکید بر پیروزی ناوگان دریایی آتن در نبرد سالامیس، تأثیر بسزایی بر روحیه آتنی‌ها می‌گذارد. چندی پس از این نمایشنامه، هرودوت تاریخ خود را بر پایه جنگ‌های ایران و یونان با حمایت دولت آتن، بازنویسی کرد.
ایرانیان تا به امروز به همه زبان‌های مهم ترجمه شده و بارها در تماشاخانه‌های غرب اجرا شده است.

## درون‌مایه

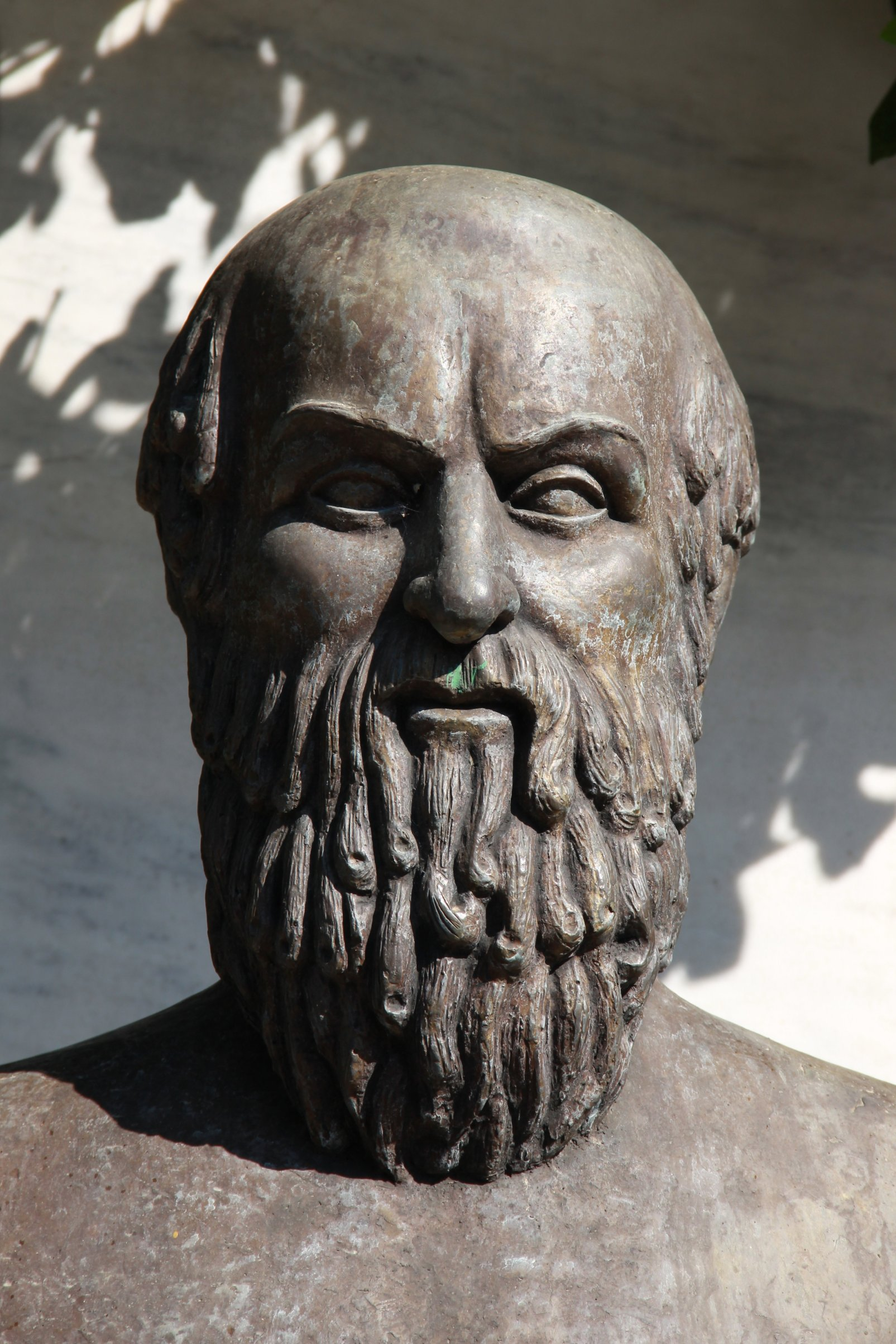
مجسمه نیم تنه آیسخولوس، زاپیون، آتن

پیش از آیسخولوس، فرونیخوس نمایشنامه‌نویسِ دیگر یونانی، دو نمایشنامه دربارهٔ جنگ یونان با ایران نوشته بود. یکی غارت میلتوس (نوشته شده در ۴۹۳، ۲۱ سال پیش از نمایش اسخیلوس) در بیانِ نابودیِ کلونیِ ایونیانِ آتن در آسیای صغیر به دست ایرانیان که فرونیخوس را برای نشان‌دادن این شکستِ ناخوشایند و پافشاری‌اش بر واگذاری این کولونی توسط آتن، جریمه کردند و قانونی تصویب شد که از آن پس، از اجرای آن جلوگیری شد و دومی زنان فنیقی یا زنان صیدا (نوشته شده در ۴۷۶، چهار سال پس از نمایش آیسخولوس) که بیانگر همان رویدادهای روایت‌شده در این نمایش‌نامهٔ آیسخولوس بوده و به دست ما نرسیده‌است.
ایرانیان با توجه به نخستین اجرای آن در سال ۴۷۲ پ. م کهن‌ترین نمایشنامه بازمانده در تاریخِ تئاتر است. این اثر واکنش ایرانیان هخامنشی را به اخبار شکست جنگاورانشان در نبرد سالامیس (نقطهٔ عطف جنگ‌های ایران و یونان(۴۸۰ پ. م)) به نمایش کشیده و از آنجا که تنها نمایشنامهٔ برجای‌مانده و نوشته‌شده از رویدادهای معاصرِ خودِ نویسنده است، برجسته است.
ایرانیان دومین بخش از سه‌گانه‌ای است که نخستین جایزه نمایش‌نامه‌نویسی را در رقابت‌های جشنواره شهر دیونوسیا در سال ۴۷۲ پ. م ربود. پریکلس برگزارکننده و از همسرایان افتخاری آن بود. در مسابقات نمایش‌نامه‌نویسی سه سوگ‌نامه و یک شادی‌نامه اجرا می‌شده‌است. نخستین نمایش در این سه‌گانه فینئوس نام داشت و دربارهٔ یاسون و آزادسازی شاه فینئوس توسط آرگونوت‌هایِ پهلوان بود که هارپی‌های هیولا به دستور زئوس او را شکنجه می‌کردند. نمایش سوم گلوکوس بود که موضوع آن شاه افسانه‌ای کورینتوس بود که اسب‌های او از برای خشم‌گرفتنش بر آفرودیت، ایزدبانویِ او را فروخوردند.
اما تمرکز نمایش‌نامه بر شکستِ ناوگان دریایی خشایارشا در نبرد سالامیس (۸۰–۴۷۹ پ. م) است که برای لشگرکشی خودخواهانه‌اش به یونان کینهٔ خدایان را بهانه می‌کند. شاید بتوان انگیزه اسخیلوس در نگاشتن این سه‌گانه‌ها را نمایش کیفرِ خدایان و عقوبت الهی دانست. مکالمات این نمایش‌نامه‌ها به گونه‌ای غیرمستقیم سرانجام یورش ایرانیان را پیش‌بینی کرده و اگر بنا را بر محتوای آن‌ها بگذاریم، لشکر خشایارشا پس از رفتن به تراکیه، در جنگ پلاته سال ۴۷۹ شکست خورده تلقی می‌شود.
نمایش‌نامهٔ پرومتئوس پیرکائوس، نمایشی هجو پس از این سه‌گانه بود که آن را پرومته آتش‌افروز و «پرومتهٔ آتش‌آور» هم ترجمه کرده‌اند و بازنویسی خنده‌داری‌ست از دزد آتشِ تیتان. بخش‌هایی از پرومتئوس پیرکائوس موجود است و بنا به گفتهٔ پلوتارک یکی از بخش‌های آن بیانیه‌ای از پرومته بوده‌است در هشدار به ساتیری که می‌خواسته آتش را ببوسد و در آغوش بگیرد تا شاید که «برای ریش خود سوگواری کند اگر چنین کند.»

هربرت ویر اسمیت بخش دیگری از آن را این‌گونه برگردانده‌است: 
«پس باید که مراقب آن باشی تا در چهره‌ات نَوَزَد، زیرا که بُرّان است، و دَم داغش، سوزان و کشنده است».

## چکیده

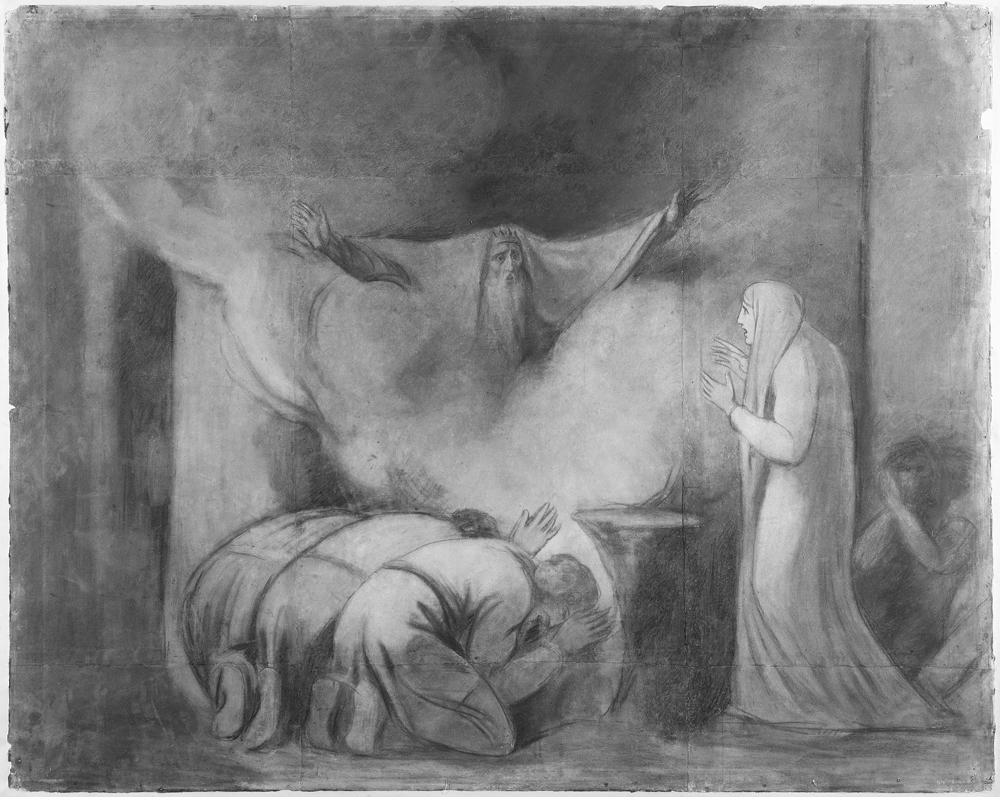
فراخواندن روان داریوش بزرگ به این جهان به خواست آتوسا، اثر جرج رامنی (نقاش)

شوش، یکی از پایتخت‌های شاهنشاهی هخامنشی، رخدادگاه نمایش ایرانیان است که با همسرایی بزرگان شوشی می‌آغازد و بزودی شهبانوی مادر، آتوسا، به آنان می‌پیوندد تا همگی چشم‌به‌راه خبری از لشگرکشی خشایارشا به یونان بنشینند. آتوسا با نگرانی و ناخشنودی گزارش می‌دهد. گفته می‌شود این نخستین کاربرد فن میان‌پرده‌گویی در تئاتر اروپا است.

این گشایش اسخیلوس برای یک سوگ‌نامه شگفت‌آور است؛ معمولاً هم‌سرایان به این زودی و پس از سخنرانی شخصیتی فرعی به روی صحنه نمی‌آیند. پیکی خسته با گزارشی نقشینه از نبرد سالامیس و پی‌آمد خونین آن از راه می‌رسد. او از شکست ایرانیان، نام فرماندهان کشته شده، گریختن خشایارشا و بازگشتش می‌گوید. اوج سخنرانی پیک بازگویی رجزخوانی یونانیانی است که فریاد می‌زدند:
"به پیش، ای پسران یونان! رها سازید، میهن‌تان، فرزندان و همسرانتان را، خانهٔ نیاکان و پرستشگاه‌های خدایانتان را! همه را نجات دهید، وگرنه همگی از دست رفته‌است!"

آتوسا در آرامگاه داریوش، همسر از دست رفته‌اش، از کدخدایان می‌خواهد که روانش را فراخوانند: "شاید علاجی بداند، در درست کردن ویرانی‌هاً و آنان نیز چنین کردند. داریوش پس از آگاهی از شکست ایرانیان، تصمیم مغرورانه پسرش در یورش به یونان را سرزنش می‌کند. او تصمیم نابخردانه خشایارشا را در ساختن پلی بر رود هلسپونت جهت پیشروی ارتش ایران، توبیخ می‌نماید. روان داریوش پیش از رفتنش از شکست دیگری برای ایرانیان در نبرد پلاته پیشگویی می‌کند: 
«در دشتی پرآب است و سرسبز، آنجا که رودهای آسوپوس روانند و خاکِ پربار بیوتیا را سیراب می‌کنند، به کیفر گستاخی و سزای کوچک شمردن خدایان، مادرِ بدبختی‌ها چشم‌به‌راه آنان است.»
سرانجام خشایارشا با پوششی پاره‌پاره از راه می‌رسد و از شکست خردکننده‌اش مویه می‌کند و شهبانوی مادر در هنگامهٔ شیون و فریاد و درست پیش از رسیدنش می‌خواند:
«اما آنچه بیش از همه می‌سوزاند، شنیدن این است که پسرم، شه‌زاده‌ام، پاره‌پاره می‌پوشد و ژنده‌پوش است.»
در ادامهٔ نمایش شاه همراه همسرایان سرگرم خودزنی و شیون و کوموس خوانی می‌شوند که زاریدن بر شکست سنگین ایرانیان است.

## نبردهای ایران و دولت شهرهای یونانی

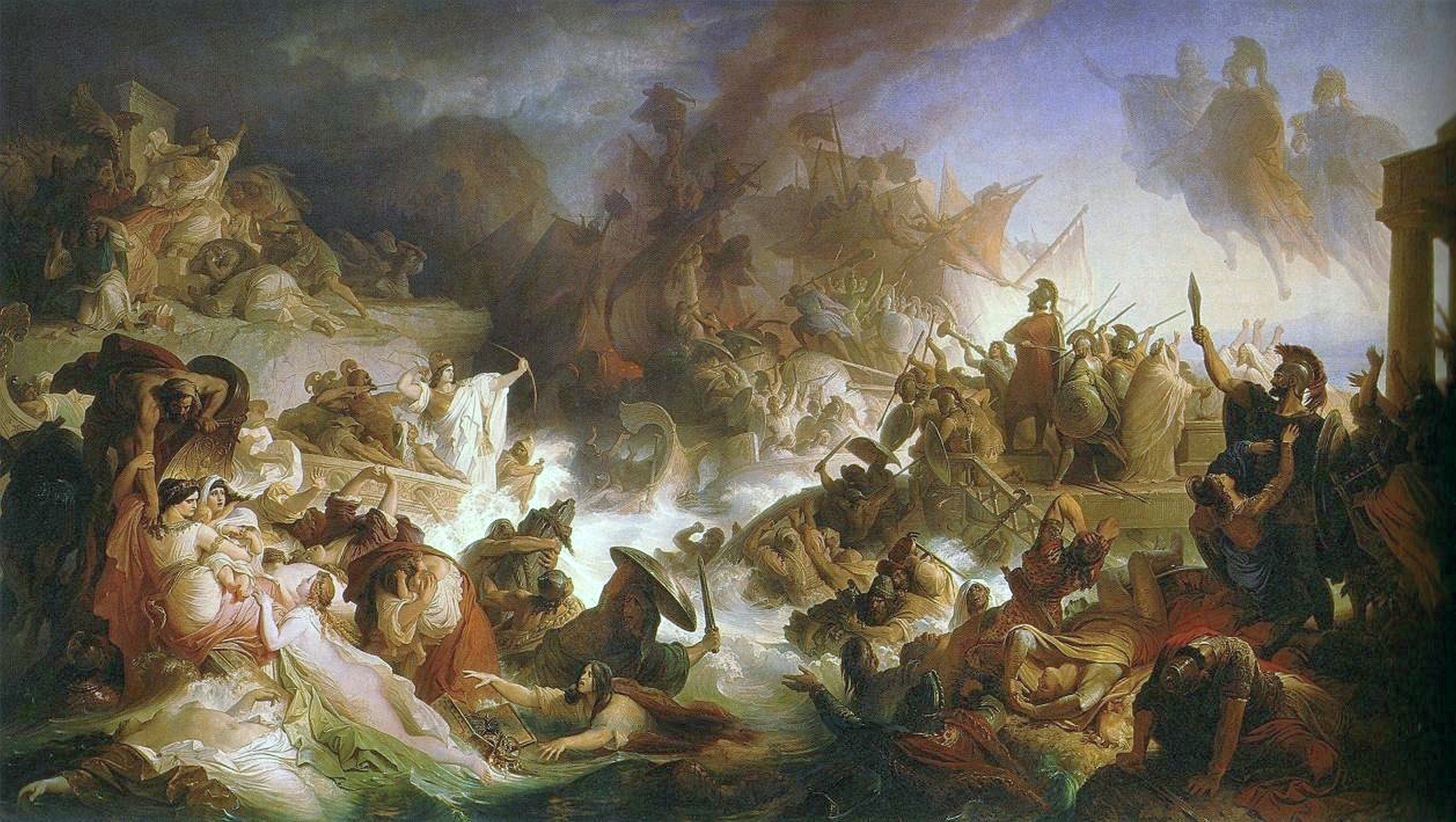
نبرد سالامیس، اثر ویلهم فون کاول‌باخ، ۱۸۶۸

شاید آنچه تاریخ‌نویسان یونانی از این جنگ‌ها نوشته‌اند با آنچه به‌راستی رخ داده‌است یکسان نباشد. در تاریخ هرودت (دفتر پنجم و ششم) اشاره شده‌است که ایران و یونان از سال ۴۹۹ پ.م. به درازای پنجاه سال در نبرد رو در رو با یکدیگر بودند. کورش بزرگ سرزمین‌های ماد و بابل را به فرمان خود درآورد. با گشایش لیدی نیز چند تبار یونانی از آتن جدا شده و به ایران پیوست شدند که شاید یونانی‌تبارهای ایونی و فریقی در این میان شناخته‌شده‌تر باشند. پس از کورش پسرش کمبوجیه، مصر را گرفت. سپس بردیا به شاهی رسید و آنگاه داریوش بر تخت نشست و مقدونیه باستان را ساتراپی ایران کرد. سپس ایونی‌های بر فرماندار ایرانی خویش شوریدند و یونانیان به کمک آنان شتافته و شهر سارد را به آتش کشیدند. داریوش خشمگین شد و سپاهی زمینی و دریایی به فرماندهی دامادش مردونیه برای کیفر یونان به سوی ایونیه و آتن گسیل نمود و همزمان هم دسته‌ای از پیک‌های خویش را برای پذیرش فرمانبرداری‌اش به دولت‌شهرهای یونان فرستاد.
برخی فرمان داریوش را پذیرفتند، اما آتن و اسپارت نمایندگان ایرانی را کشتند. شاه ایران خشمگین گردید و برای گوشمالی آنان سپاه دیگری به فرماندهی داتیس آماده ساخت و پایان این لشگرکشی نبرد ماراتن شد. زندگی زمان کیفردهی به داریوش نداد و پسرش خشایارشا به شاهنشاهی رسید. سپاه کلان او به سوی آتن روانه شد و با ساختن پلی از گردنهٔ هلس‌پونت (داردانل) گذشتند و پس از گذر از تراکیه به گردنه ترموپیل و سپاه اسپارت‌ها به فرماندهی لئونیداس برخورد کرده و پس از شکست دادن آنان به سوی آتن تاختند. در نزدیکی آتن و در تنگهٔ سالامیس گرفتاری ایرانیان افزون گشت و طوفان از هم‌زمان رسیدن ناوگان دریایی و سپاه پیاده جلوگیری نمود و در آن نبرد، ایرانیان شکست را پذیرا شدند. خشایارشا به ایران بازگشت و مردونیه را همراه سپاهی به آتن فرستاد. آنان آتن را گرفتند، اما در بازگشت و در دشت پلاته با ارتش یونان برخوردند و در آن جنگ سپاه ایران شکست خورد.
آنچه آمد از هرودت بود که زایش او چهل سال پس از این نبردها بود. اما اسخیلوس در پایان جنگ‌های ایران و یونان سیزده ساله است، پس همهٔ این جنگ‌ها را اگر در آن نبوده، دست‌کم دیده یا شنیده‌است.
در درستی روایت‌های هرودت جای تردید بسیار است. در این میان در نقد بر تاریخ هرودت، دفتر یونانیان و بربرها، نوشته امیرمهدی بدیع قابل توجه است. بدیع که برای بررسی خود طبعاً هیچ منبعی غیر از خود تواریخ در اختیار ندارد، از تناقض‌گویی‌ها و افسانه‌پردازی‌های آشکارا دروغ هرودوت برای رد نوشته‌های او بهره می‌گیرد. به راستی شش کتاب اول تواریخ نمایشنامه‌ای از پیش پرداخته شده و مقدمه‌ای هستند برای سه کتاب آخر که به نبردهای پلاته و سالامیس و چند نبرد خیالی یا بی‌اهمیت اختصاص دارند که اوج دروغ‌پردازی‌ها و صحنه‌سازی‌های اوست.
بدیع اشاره می‌کند: 
«در سراسر حدود ۲۳۰ سال فرمانروایی هخامنشیان حتی یک ایرانی به شاه و کشور خود خیانت نمی‌کند، ولی یونانیان نه تنها گله‌گله مزدور سپاه ایران می‌شوند، بلکه از شاه و سردار تا فرد عادی هر لحظه آمادهٔ خیانت به آرمان کشور خویش هستند. می‌آموزیم همان یونانیانی که همواره از برابر سپاه ایران گریخته‌اند و اجازه داده‌اند ظرف دو سال دو بار ایرانیان آتن را تصرف کنند، و مدت ۱۲ روز نیز در هنگام نبرد پلاته پیوسته از برابر سپاه مردونیه می‌گریزند و از ایرانیان در هراس اند و تن به جنگ نمی‌دهند مگر آن که مجبور شوند، ناگهان ظرف یک نیم‌روز با مرگ مردونیه سپه‌سالار ایران و معجزه بت‌های خود چنان جانی می‌گیرند که غیرممکن را ممکن سازند و طی چند ساعت، ۲۹۷ هزار از ۳۰۰ هزار سپاه مردونیه را قتل‌عام می‌کنند و خود کمتر از ۲۰۰ نفر کشته می‌دهند، و مورخان غربی نیز یا این یاوه‌ها را می‌پذیرند یا با سکوت از کنار آن رد می‌شوند.»

## بررسی نمایش
در این نمایش نه هیچ بازیگر یونانی بازی می‌کند و نه نام هیچ‌یک از یونانیان برده می‌شود و تنها از نیکی آتن و مردمش یاد می‌کند، اما از ایرانیان بسیار به نام یاد می‌شود. شاید خواست اسخیلوس جدا نکردن و برتری ندادن یکی از یونانیان بر دیگری و کوشش در یکپارچگی یونان (نه آتن، نه اسپارت) باشد. از باریک‌بینی‌های بارز این نمایش‌نامه این است که از پیروزی آتن و همشهری‌های اسخیلوس (آتنیان) می‌گوید، اما با فاش‌گویی از نبرد پلاته تلاش دارد اسپارتیان را در این پیروزی هموند گرداند. تنها نام خدایان یونانی است که تکرار می‌شود، تا شاید پیام برای مردم پذیرفتنی‌تر باشد و از آنجا که یونانیان حضور درخور ندارند، برای باورپذیرتر بودن نمایش، یک فرازمینی -روان داریوش- از جهان دیگر آورده می‌شود.
اردکانی، نویسنده و محقق، می‌گوید:
"اما این رویا در واقع رویای یک شاعر یونانی است که بعدها تبدیل به تاریخ شده‌است. در این رویا همه یونانی‌اند و همه چیز یونانی است. حتی بنیانگذار مادها، مدئوس یونانی است و داریوش، آتوسا و خشایارشا هم به خدایان یونانی معتقدند. داریوش در هادس که سرزمین مردگان یونانی است به سر می‌برد. ایرانی‌ها هم خود را بربر می‌خوانند."
جان‌مایه این نمایش سنجش نوع حکومت ایران و یونان است. در بیان اسخیلوس ایرانیان همه بردگان شاه هستند، اما در یونان همه آزادند. اما در حقیقت نه تنها یونان بدون برده نبوده، بلکه اسرای جنگ‌ها را در خانه و معادن به بردگی و کارهای سخت وامی‌داشتند.
ایرانیان تنها یک نمایش‌نامه است، نه تاریخ، پس نمی‌توان بر داده‌های آن آویخت و داستان را صد درصد درست دانست. این نمایش تنها سوگ‌نامه یونانی موجود است که افسانه‌ای و اسطوره‌ای نیست. در این نمایشنامه بیش از آن که از پیروزی سخن رانده شود، سزا و بادافره را گوشزد می‌کند و این که سرانجام ستمگر کیفر خواهد شد. آنچه بزرگنمایی می‌شود پیروزی یونانیان بر بربرها و ایرانیان نیست، بلکه سروری خدایان بر زمینیان است، و اگر چه از پیروزی و برد یونانیان سخن می‌گوید، اما آرمانش پندهای اخلاقی است.

## چگونگی اجرا

اجرای ۱۹۹۳ از پیتر سلارس

ایرانیان یک تراژدی است و اکنون چگونگی اجرایش در آن چارچوب را بررسی می‌کنیم. پرورش داستان را سرودخوانان انجام می‌دهند. بخش‌های پیش‌درآمد (پرولوگ) و مقدمه (پارودو) و فرود یا نتیجه (اکسُدوس) تنها یک‌بار در نمایش اجرا می‌شود و بخش‌های دیگر (اپیزود و استاسیما) به تناوب اجرا می‌شوند. برای آگاهی بیشتر با نگاهی به نوشته دکتر فروغ می‌توان ایرانیان را در این ریخت بیان کرد: انجام‌گاه کاخ خشایارشا در شهر شوش است. جایی که همهٔ بزرگان را می‌توان آنجا یافت. از آغاز نمایش‌نامه تا رج ۱۵۴ پیش‌سخن و بیان داستان نمایش است (پرولوگوس).
سپس هم‌سرایان به انجام‌گاه می‌آیند (پارودوس). سرودخوانان در اینجا بزرگان و پیران و ریش‌سپیدانی هستند که در نبود شاه کشور را اداره می‌کنند. در این نمایش یونانیان آزادیخواه هستند و کنش خشایارشا گرفتن سرزمین آنان به زور است، با سپاه (بسیار) فراوان که از خشکی‌ها و دره‌ها و راه‌ها می‌گذرند تا به آتن برسند، که همه چیز را به ریز و به درازا آورده‌است. اسخیلوس در خوبی یونانیان و ددمنشی خشایارشا و شمار لشگریان ایرانی کوتاهی نکرده و با نام بردن از سرداران و سرلشگران ایرانی پهنه داستان را گسترده‌تر می‌کند. بزرگان شکست سربازان ایرانی را پیش‌بینی کرده و از سرانجام نبرد بیمناک‌اند. بزرگ‌مردان از انجام‌گاه بیرون رفته و زنان با زاری اندوه خود را می‌نمایانند.
آغاز اپیزود نخست رج ۱۵۵ و پایان آن رج ۵۳۱ است. شهبانو آتوسا با فر و بزرگی سوار بر ارابهٔ شهریاری و در میان کرنش و بزرگداشت سرودخوانان به انجام‌گاه می‌آید؛ دل‌نگران فرزند و بیمناک از خواب دوشین خویش، که شکست پسر را دیده، و بر مزار همسر –داریوش- روان تا یاری‌اش کند و شاه جوان از بدبختی رها سازد. پیران او را به نماز و نیایش اندرز داده و بر کمک‌خواهی از روان داریوش رهنمون کنند. آتوسا به‌گاه رفتن از آتن و چگونگی خاک و مردم و بارش می‌پرسد و آنچه می‌یابد همه خوبی و نژندی و آزادمنشی یونانیان است و دیگر هیچ… سرانجام پیک می‌رسد، هراسان؛ از شکست دریایی ایرانیان در سالامیس گفته و گرد اندوه بر همگان می‌پراکند. نام سرداران کشته‌شده را فریاد می‌کند و از بازگشت خشایارشا می‌گوید. از گریختن و پاشش ایرانیان و درهم‌شکستن ناوگان دریایی و کشتگان انبوه و تن‌های خونین و شکم‌های گرسنهٔ ایشان زار می‌زند و پیروزی فرزندان زئوس –خدای خدایان- را می‌سراید و بر شنوندگان یادآور می‌شود که خدایان همیشه پیروز خواهندشد. آتوسا نالان و گریان بسوی درگاه خدایان از انجام‌گاه بیرون می‌رود…
رفتن آتوسا استاسیمای نخست نمایش است و تا رج ۷۵۹ اجرا می‌شود. پیران پارسی نیز از اینجا بزرگی زئوس را پذیرفته و او را پیروز جنگ‌ها می‌خوانند. سپس از سرداران و سرلشگران ارتش ایران یاد کرده و بر روان ایشان درودی می‌نشانند و بر بازماندگانشان نیز اشکی… و در دنباله خشایارشا را بر این گرفتاری‌ها سرزنش می‌کنند. اپیزود دوم تا ۸۵۱ پیگیری می‌شود. به خواست آتوسا سرودخوانان روان داریوش بزرگ را به این جهان فراخوانده و با آشکار شدن آن همه سر بر خاک می‌نهند تا شهبانو آنچه بر ایرانیان رفته را برای داریوش بازگو نماید. روان شاه خودپسندی و گرانسری پسرش را فرنود شکست دانسته و سرانجام درافتادن با خدایان را خردشدن و کیفردهیِ زئوس می‌داند. او خودخواهی را رهنمون نیستی می‌شمارد و مردمش را از جنگ کشور هلاس بیم می‌دهد. هنگامهٔ استاسیمای پسین است که تا رج ۹۰۸ به درازا می‌کشد. روان بازمی‌گردد و آتوسا بیرون می‌رود. گاه زیبایی است تا سرودخوانان از فر و بزرگی داریوش یاد کنند و از کشوری شکوهمند که داشتند و اکنون رو نابودی است.
سرانجام بخش پایانی نمایش می‌رسد: فرود/خروج/اکسدوس. خشایارشا اندوهگین و ژولیده و ژنده‌پوش به میان می‌رسد و در خوانش چکامهٔ غم‌انگیز هموند سرودخوانان می‌گردد. سپس شکست در تنگهٔ سالامیس را بازمی‌گوید و از دست‌دادن سرلشگران و هژبر جنگ‌آورانِ افسانه‌ای را می‌نالد. هم‌سرایان نیز مویه‌کنان و جامه‌دران همراه خشایارشا بسوی کاخ‌شاهی می‌روند و نمایش به فرجام می‌رسد.

## برداشت‌های پسین
بنا بر گزارمان‌های نمایش‌نامه غوکان اثر آریستوفان در ۱۰۲۸، هییرو حاکم سیراکوز، اسخیلوس را چندبار برای ساختن نمایش ایرانیان به سیسیل فرا خواند. آریستوفانِ هفتاد سال پس از ساخته شدن ایرانیان نمونه آتنی آن را در غوکان بازسازی نمود. نمایش‌نامه ایرانیان در امپراتوری‌های روم و بیزانس که با ایرانیان در جنگ بودند نیز محبوب بود. این اقبال تا یونان امروزی بجا مانده‌است.
به‌گفتهٔ آنتونی پودلسکی در اجرای سال ۱۹۶۵، تماشاگران دیالوگ بازیگر را به محض رسیدن به «روی پای خویش ایستاد» با هلهله و شادی ناتمام گذاشتند. پیتر سلرز کارگردان تئاتر آمریکایی، ساخت با ارزشی از ایرانیان را به سال ۱۹۹۳ در جشنواره‌های ادینبرو و لس‌آنجلس کارگردانی کرد، که بند بند نمایش پاسخی به جنگ خلیج فارس در سال‌های ۹۱–۱۹۹۰ بود. در ۲۰۰۳ اِلِن مک‌لفلین در واکنش به یورش جرج دابلیو بوش به عراق برای تماشاخانه تونی رندال به نام National Actors Theatre در نیویورک برگردان تازه‌ای از ایرانیان انجام داد. این نمایش با درخشش لن کاریو در نقش داریوش همراه بود.
ون بدام، نمایش‌نامه نویس رادیکال استرالیایی، بار دیگر اقتباس تازه‌ای از نمایش را در ۲۰۰۶ بنام پرسائه (به انگلیسی: Persae) در ادینبرو به روی صحنه برد؛ این نوشته بن‌مایهٔ ترجمه‌های پیشین را با دیالوگ‌هایی تازه‌ای آمیخته بود که بر پایهٔ گزارش‌های فاکس‌نیوز از جنگ دوم عراق بود.

منتقدی بنام دولان کومینگ نوشته بود: 
«نمایش پرسائه برداشتی از ایرانیان اسخیلوس است، نمایش‌نامه‌ای که شکست دشمنان یونان را به واژه می‌کشاند. جابجایی هوشمندانه این است که این کنش با جنگ با ترور به‌روز شده‌است و این بار این غرب است که شکست می‌خورد».
آرون پوچی‌گیان (به انگلیسی: Aaron Poochigian) در سال ۲۰۱۰ برگردان تازه‌ای چاپ کرد (بنگاه چاپ دانشگاه جان هاپکینز) که برای نخستین بار دربرگیرندهٔ نوشته‌هایی بلندبالا برای چکامه‌های همسرایانی بود که خود اسخیلوس آفریننده آن بود.
ویراست پوچی‌گیان زیر نام «آنها که جنگ به ایشان بار شد» در بهار ۲۰۱۱ در بخشی از جشنواره بهاری تک‌نمایش کارگاه تئاتر نیویورک به روی صحنه رفت.

## برگردان‌ها به انگلیسی
- شعر: متن کامل: رابرت پاتر، ۱۷۷۷
- شعر: ادموند دیه‌گو آندرسن مورس‌هد،[* ۲] ۱۹۰۸
- نثر: والتر هدلم و سی ای اس هدلم، ۱۹۰۹
- نثر: متن کامل: هربرت ویر اسمیت، ۱۹۲۲
- شعر: جی اف کوکسن، ۱۹۲۲
- شعر: ست جی برنادت، ۱۹۵۶
- شعر: فیلیپ ولکات،[* ۳] ۱۹۶۱
- به زبانی خودساخته و آمیخته از یونانی‌باستان و اوستایی برای نمایش در جشن هنر شیراز-پرسپولیس، تد هیوز، ۱۹۷۱ اورگست
- ژانت لمب‌کی و سی جی هرینگتون، ۱۹۸۱
- فردریک رافائل و کنت مک لیش، ۱۹۹۱
- شعر: الن مک‌لاگلن،[* ۴] ۲۰۰۴
- نثر: متن کامل: جرج تئودوردیس، ۲۰۰۹
- شعر: آرون پوچیگیان، ۲۰۱۰

## برگردان‌ها به فارسی
- ایرانیان: تصنیف آشیل یونانی؛ ترجمه علی‌اصغر شمیم‌همدانی؛ ۱۳۰۸
- ای‍ران‍ی‍ان: ب‍ه‍. ق‍ل‍م اش‍ی‍ل اف‍وری‍ون؛ ع‍طاالله دی‍ه‍ی‍م‍ی رحمانیان؛ چاپ سربی، پیش از ۱۳۳۳
- ایرانیان: نوشته آیسخولوس؛ ترجمه کامیاب خلیلی؛ ۱۳۵۶
- اورستیا: آیسخولوس؛ ترجمه عبدالله کوثری؛ ۱۳۷۶
- گفتگو دربارهٔ کتاب + ای‍ران‍ی‍ان: ن‍م‍ای‍ش‍ن‍ام‍ه ائیس‍خ‍ل‍وس ش‍اع‍ر ی‍ون‍ان ب‍اس‍ت‍ان/ [اش‍ی‍ل]؛ از ی‍ون‍ان‍ی ب‍ه‌ف‍ارس‍ی گ‍ردان‍ی‍ده؛ س‍ه‍ی‍ل اف‍ن‍ان؛ ۱۳۸۲
- نمایشنامه ایرانیان: با مقدمه رضا داوری اردکانی. ۱۳۸۹
- آیسخولوس، مجموعه آثار؛ ترجمه عبداله کوثری؛ ۱۳۹۰

## یادداشت
1. ↑  w:en:Kommos (theatre)؛ کوموس چکامه‌ای است غمگین برای شوراندن تماشاگران که بین شخصیت اصلی و هم‌سرایان رد و بدل می‌شود.
2. ↑  w:en:E. D. A. Morshead
3. ↑  w:en:Philip Vellacott
4. ↑  w:en:Ellen McLaughlin